# Aszúbor

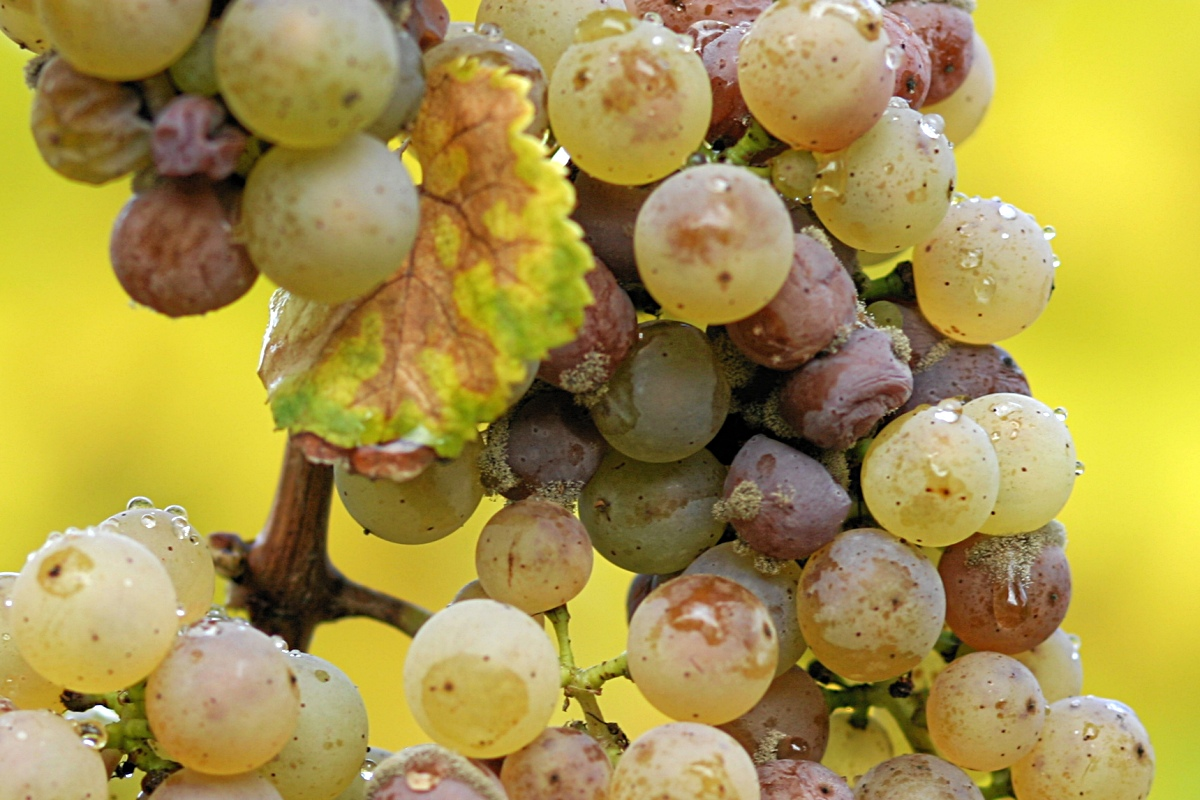
Aszúsodó, nemes rothadásnak indult túlérett szőlőszemek

Az aszúbor egy természetes csemegeborfajta, amelyet a világ egyik legjobb adottságokkal rendelkező nemes édes boraként tartanak számon. Magyarországon a legértékesebb termőterülete a Tokaj-Hegyalja borvidék. Az aszúborok az úgynevezett „csinált borok” kategóriájába tartoznak, mert előállításuk különleges folyamatot igényel.

## Története
Magyarországon a bortermelés története egészen a római korig nyúlik vissza. Kr. u 272-ben már a föld kiváló adottságait felismerve  Probus császár szőlővesszőket telepíttetett a Dunántúlon és a Szerémségben. A honfoglalás korában a Tokaj környéki vadszőlők tisztításával, nemesítésével hoztak létre új szőlőültetvényeket. 

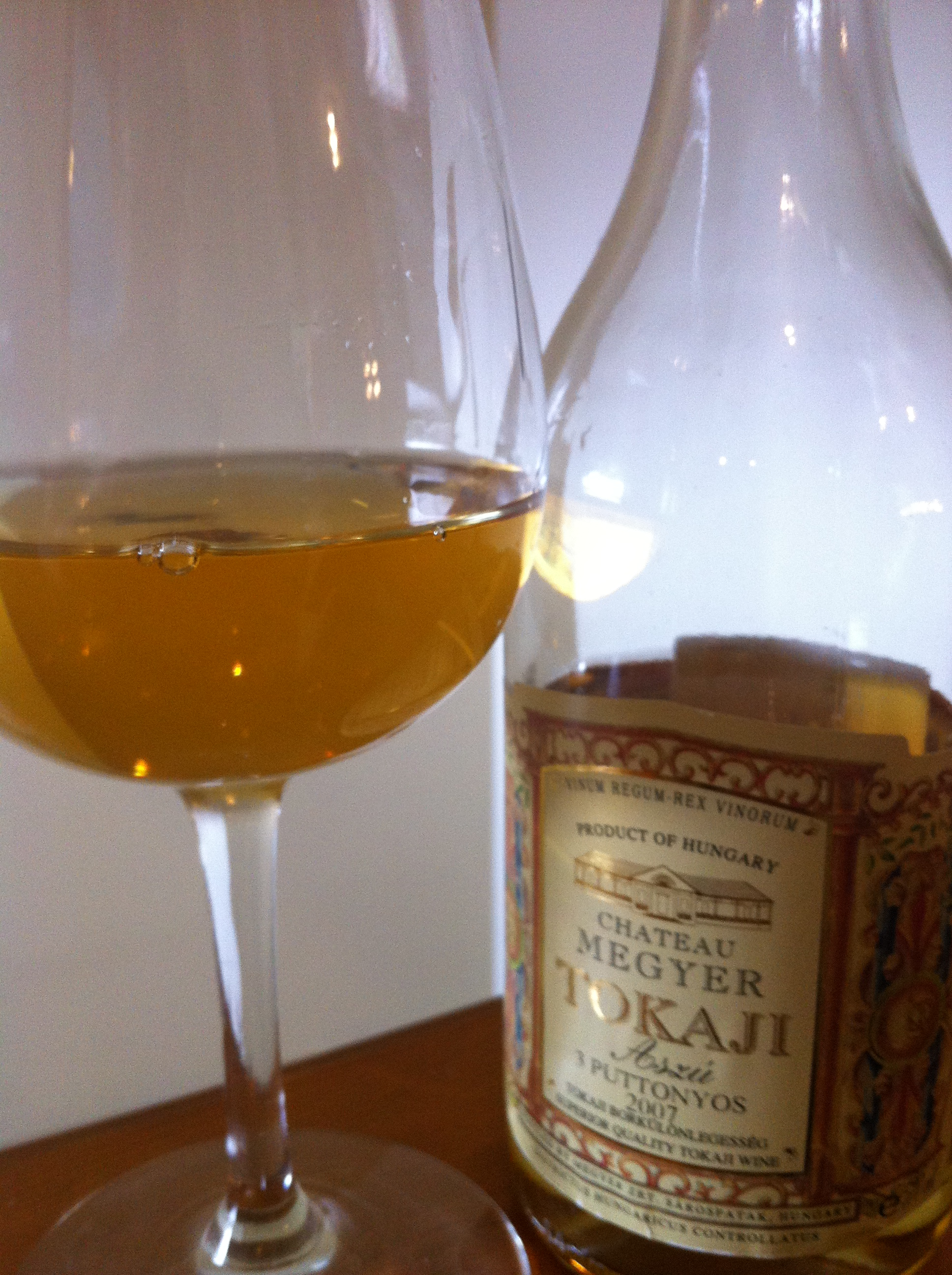
3 puttonyos aszú

Ez a terület vált aztán később a 16. századtól az aszútermelés őshazájává. Az aszúszőlő elnevezést a nemes rothadásnak indult szőlőszemekre már egy 1530. február 15-én kelt okiratban említik.  
Ebben az okiratban, amit Gedenbuch-ban Roggendorf Vilmos részére állítottak ki, I. Ferdinánd megengedi, hogy Magyarországról Németalföldre 2 szekér gyümölcsöt és aszúbort szállíthassanak Mária királyné (II. Lajos özvegye) számára. Itt a bort még nem aszúként, hanem édes borként említik. A nevet az 1560-as években jegyezték fel először magyar nyelven.
A lédús szőlőszemek és a töppedt szőlőszemek kiválogatása nélkül keletkező bort Tokaj-Hegyalján szamorodninak nevezik, a név lengyel eredetű, azt jelenti „önmagától született”. Az aszúbor termeléséhez kiváló adottságú szőlővidékre van szükség. Rendkívül fontos a jó minőségű talaj, a szőlővidék fekvése és a klímaviszonyok. Ezenkívül olyan szőlőfajtákat szükséges választani, amelyek jól aszúsodnak. Ilyen fajták a Furmint, amely őshonos a Hegyalján, a Kárpát-medencében alkot fajtacsoportot, változatai: Piros furmint, Változó furmint és Fehér furmint. A másik ismertebb fajta a Hárslevelű és a Zéta (Oremus), amely a Bouvier és Furmint kereszteződésből származik, és a Furmintnál 4-6 héttel korábban érik.

## Aszú
Az aszúszőlő olyan nagy cukor- és savtartalommal rendelkező szőlő, amelyet túlérlelnek, aszalnak, így töppedt állagú lesz, és nemesrothadásnak indul. Az ilyen szőlőből készült bort nevezik aztán aszúnak. A kiválogatott aszúszemekből önmagától kicsorduló lé alkotja a tokaji esszencia (nektár) alapanyagát, amely rendkívül értékes, hiszen egy hektárról leszüretelt aszúsodott szőlőből csupán 1-1,5 l esszencia csordul ki. Nem összetévesztendő az aszúeszenciával, amit az új börtörvény megjelenéséig készíthettek a borászatok (azóta azonban már nem), és a 6 puttonyos aszú feletti kategóriát képviselte.

## Az aszúkészítés mértékegységei
Az aszúkészítés űrmértékei a puttony és a gönci hordó. Aszerint, hogy hány puttonyos aszút (ez lehet 3, 4, 5 vagy 6 puttonyos) akarnak készíteni, annyi puttony aszúszőlőt kell egy gönci hordóban megadott mennyiségű musttal vagy erjedő musttal (murcival) vagy azonos évjáratú borral összekeverni. Egy puttony 36 icce, vagyis 27,2 l. A gönci hordó tokaji hordótípus, nevét Gönc községről kapta. A 19. századtól az aszúbor készítéséhez űrmértékül szolgáló 160 icce = 136 liter űrtartalmú tölgyfahordó.
2013-tól a puttonyszám jelentése megváltozott, és a bor cukortartalmára utal. Ezzel párhuzamosan a 3 és 4 puttonyos kategória megszűnik. A minimum 120 g/l cukortartalom az 5 puttonyosnak, a 150 g/l felettieket 6 puttonyosnak lehet nevezni.

## Az aszúbor előállítása
Az aszúbort aszúsodott vagy nemesen rothadt szőlőbogyókból állítják elő. Kedvező időjárás esetén a túlérett szőlőszemek héja berepedezik és megtelepszik rajtuk a nemesrothadást előidéző gombafajta a botrytis cinerea. Szüret idején, mely általánosan október második felére esik, a furmint és hárslevelű szőlőfürtök aszúsodott szemeit kádakba gyűjtik, amelyet aztán aszútésztává dolgoznak össze. Erre az aszútésztára bort öntenek és áztatják, majd kipréselik. A bogyók préselése után a legalább 25 cukorfokos mustból szeszes erjedés során nyerik a bort. A kinyert nedűnek literenként tartalmaznia kell legalább 30 g természetes szőlő és gyümölcscukrot, valamint 22 g cukormentes vonadékanyagot (extrakt) és valamelyik szőlőfajtára vagy borvidékre jellemző illatot, és zamatanyagot. A bort kisméretű tölgyfahordókban érlelik.
Az aszúbor fejlődése és érése 4-6 évig, sőt tovább is tart. A fejlődést a mély, hűvös pince segíti elő. Leghíresebb a tokaji aszú. Régebben ismert volt még a ruszti, móri és ménesi aszú. is.